# 고전주의 건축

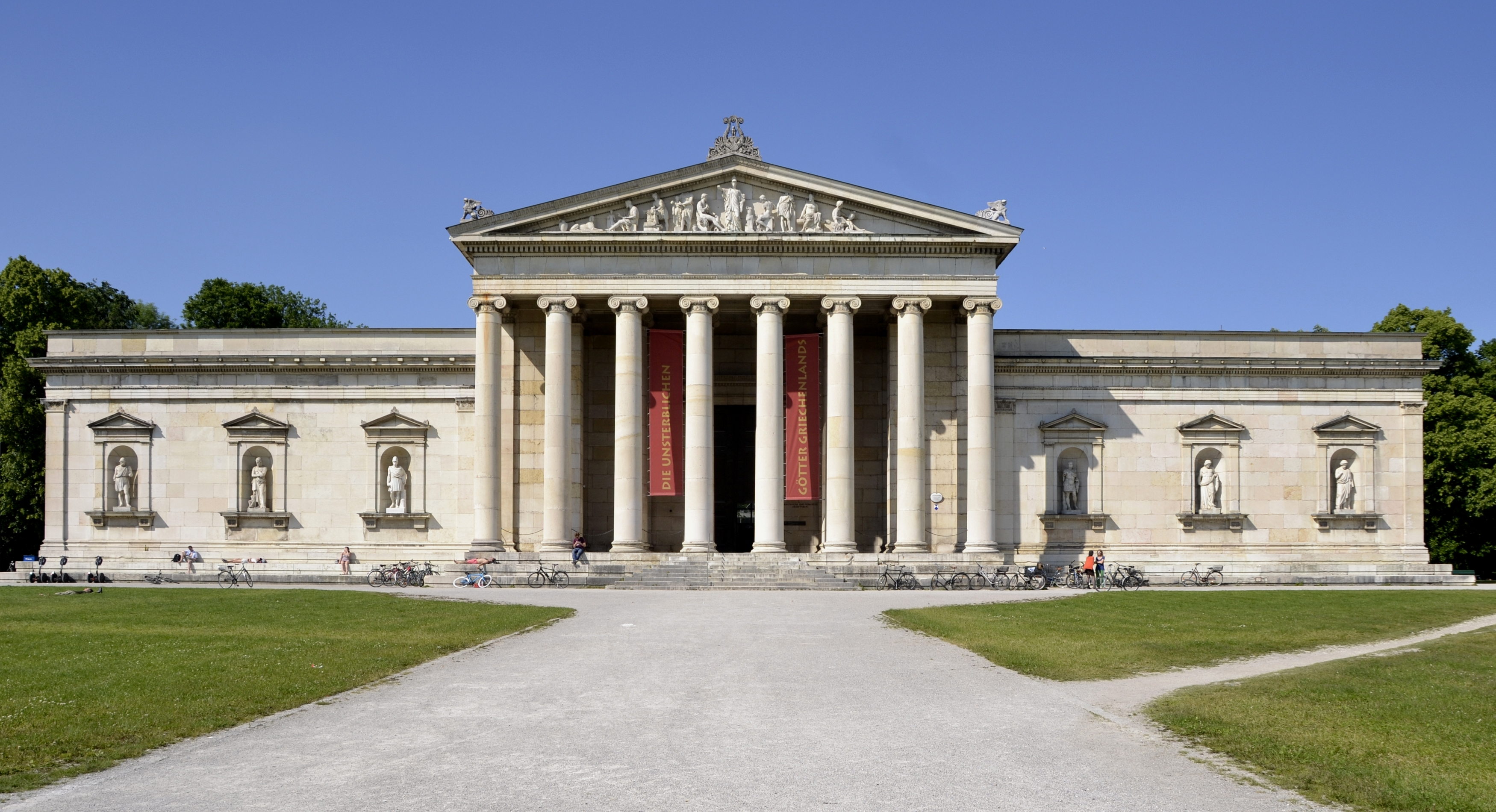
뮌헨의 글립토테크

고전주의 건축(Classical architecture)은 일반적으로 고대 그리스와 로마 건축의 원리, 때로는 더 구체적으로 로마 건축가 비트루비우스(Vitruvius)의 데 아키텍투라(De Architectura, 서기 10년경)에서 다소 의식적으로 파생된 건축을 의미한다. 카롤링거 르네상스 이후, 특히 이탈리아 르네상스 이후로 다양한 스타일의 고전주의 건축이 존재해 왔다. 비록 고전적인 건축 양식은 매우 다양할 수 있지만 일반적으로 모든 건축 양식은 장식적 요소와 건축적 요소의 공통된 "어휘"를 사용한다고 말할 수 있다. 서방 세계의 대부분에서는 다양한 고전주의 건축 양식이 르네상스부터 제2차 세계 대전까지 건축의 역사를 지배해 왔다. 고전주의 건축은 계속해서 많은 건축가에게 정보를 제공하고 있다.
고전주의 건축이라는 용어는 고전 중국 건축이나 고전 마야 건축과 같이 매우 세련된 상태로 진화한 모든 건축 양식에도 적용된다. 또한 고전적인 미적 철학을 사용하는 모든 건축물을 가리킬 수도 있다. 이 용어는 기본 원칙을 공유할 수 있지만 "전통적인" 또는 "토속건축"과 다르게 사용될 수 있다.
정통 고전 원칙을 따르는 현대 건물의 경우 새로운 고전주의 건축이라는 용어가 사용되는 경우가 있다.

## 같이 보기
- 신고전주의 건축
- 세계 7대 불가사의